# 欧阳江河
欧阳江河（1956年—），原名江河，生于四川省泸州，中国当代诗人。巴蜀五君子之一。现居北京。

## 创作生涯
尽管早在1979年就开始发表作品，但欧阳江河这一笔名直到1985年才正式出现在中国现代诗坛。当时由北大五四文学协会刊印的两卷本半官方性质的诗歌刊物《新诗潮诗选》选登了以“欧阳江河”为笔名的三首诗歌：《履历》、《白色之恋》、《背影里的一夜》。而在此之前，作者一直以自己的原名江河发表作品，有趣的是，这个名字恰好就是著名朦胧诗人于友泽的笔名。在1986至1989年期间，欧阳江河的名字开始频频出现于《诗刊》等官方刊物，并且以《现代汉诗》、《日日新》、《诗刊》等杂志为主要载体，发表了一系列诗作与诗歌评论文章，并参与针对“非非主义”等诗歌流派的论战，产生了广泛的影响。可以说，这一时期的欧阳江河在国内建立了自己一流先锋诗人和诗评家的地位。

## 出版诗集
- 《透过词语的玻璃》（1997年）
- 《谁去谁留》（1997年）